# Dolne Wymiary
Dolne Wymiary – wieś w Polsce położona w województwie kujawsko-pomorskim, w powiecie chełmińskim, w gminie Chełmno.

## Podział administracyjny
W latach 1954–1961 wieś należała do gromady Podwiesk, po jej zniesieniu należała i była siedzibą władz gromady Dolne Wymiary. W latach 1975–1998 miejscowość położona była w województwie toruńskim.

## Demografia
Według Narodowego Spisu Powszechnego (III 2011 r.) wieś liczyła 355 mieszkańców. Jest piątą co do wielkości miejscowością gminy Chełmno.

## Zabytki
Według rejestru zabytków NID na listę zabytków wpisany jest cmentarz ewangelicki z 1 poł. XIX w., nr rej.: 532 z 1.06.1987.